# Ophiopogon hongjiangensis
Ophiopogon hongjiangensis là một loài thực vật có hoa trong họ Măng tây. Loài này được Y.Y.Qian mô tả khoa học đầu tiên năm 1994.